# Ступіно-Каширська агломерація
Ступіно-Каширська агломерація (іноді зустрічається назва Ступінсько-Каширська агломерація) — поліцентрична міська агломерація з центрами у містах Ступіно та Кашира, розташована на території Ступінського та Каширського районів на півдні Московської області Росії.
Населення агломерації складає до 175 тисяч людей, 62,4 % населення агломерації мешкає в її центрах — Ступіно та Каширі.
Відповідно до деяких оцінок існує крупніша 400-тисячна поліцентрична Серпухово-Ступіно-Каширська агломерація-конурбація.